# 25 kilates
25 kilates es una película española del director Patxi Amezcua, rodada en 2008 y estrenada en la primavera de 2009.
Después de coescribir El viaje de Arián y dirigir el premiado cortometraje, Mus, Patxi Amezcua se lanzó a la gran pantalla con la ópera prima 25 kilates. El cineasta, que también es responsable del guion, reconoció que la película contiene los elementos que siempre le han gustado: acción, sentimiento, suspense, engaño, sorpresa... Todo ello en una atmósfera de thriller, con una trama llena de giros y unos personajes muy complejos.

## Sinopsis
El solitario Abel cobra las deudas a los morosos por métodos poco ortodoxos. Sebas siempre anda metido en líos, timando a unos para saldar cuentas con otros, y su hija, la joven Kay, no ha dudado en seguir los pasos de su padre, especializándose en el robo de coches. Todos ellos, junto a muchos delincuentes internacionales, actúan en la gran ciudad bajo la inoperancia del corrupto inspector Garro. Sin embargo, están hartos de la vida que llevan y puede que dando un último golpe puedan retirarse.